# Эрнесс (тауншип, Миннесота)
Эрнесс (англ. Urness) — тауншип в округе Дуглас, Миннесота, США. На 2000 год его население составило 266 человек.

## География
По данным Бюро переписи населения США площадь тауншипа составляет 92,5 км², из которых 82,6 км² занимает суша, а 9,9 км² — вода (10,69 %).

## Демография
По данным переписи населения 2000 года здесь находились 266 человек, 105 домохозяйств и 82 семьи.  Плотность населения —  3,2 чел./км².  На территории тауншипа расположено 183 постройки со средней плотностью 2,2 построек на один квадратный километр. Расовый состав населения: 98,50 % белых, 0,75 % азиатов и 0,75 % приходится на две или более других рас. Испанцы или латиноамериканцы любой расы составляли 1,13 % от популяции тауншипа.
Из 105 домохозяйств в 24,8 % воспитывались дети до 18 лет, в 71,4 % проживали супружеские пары, в 1,9 % проживали незамужние женщины и в 21,0 % домохозяйств проживали несемейные люди. 19,0 % домохозяйств состояли из одного человека, при том 11,4 % из — одиноких пожилых людей старше 65 лет. Средний размер домохозяйства — 2,53, а семьи — 2,84 человека.
21,8 % населения — младше 18 лет, 9,0 % — в возрасте от 18 до 24 лет, 24,1 % — от 25 до 44, 29,7 % — от 45 до 64, и 15,4 % — старше 65 лет. Средний возраст — 42 года. На каждые 100 женщин приходилось 104,6 мужчин.  На каждые 100 женщин старше 18 приходилось 108,0 мужчин.
Средний годовой доход домохозяйства составлял 39 583 доллара, а средний годовой доход семьи —  43 958 долларов. Средний доход мужчин —  23 750  долларов, в то время как у женщин — 21 000. Доход на душу населения составил 17 054 доллара. За чертой бедности находились 2,7 % семей и 8,3 % всего населения тауншипа, из которых 11,6 % младше 18 и 7,3 % старше 65 лет.